# Масса вида
Ма́сса ви́да — геоботанический показатель, означающий массу всех особей вида на единицу площади. Определение массы вида может производиться несколькими способами:
- с площадки известной площади срезается весь травостой, разбирается по видам и взвешивается;
- рассчитывается численность видов на единицу площади и умножается на средний вес вида;
- проективное покрытие вида умножается на вес вида, соответствующий 1 % покрытия.

Методы определения вида учитывают, как правило, только наземные части растений. Определение массы подземных частей является весьма трудоёмким процессом, поэтому применяется редко, при этом, как правило, используются косвенные методы, например известная корреляция между массой надземной и подземной частей.
Некоторые авторы применяют метод глазомерного определения объёма наземных частей растений вида и устанавливают его зависимость с массой вида.